# Puente del Tiétar
El puente viejo del Tiétar, llamado también Puente de Valdeolivas, es un puente que atraviesa el río Tiétar, España.

## Historia y características
Sito dentro del término municipal de Arenas de San Pedro, provincia de Ávila, se ubica en la ruta entre la capital abulense y Talavera de la Reina.
Fue erigido originalmente por el concejo de la Mesta; posteriormente se efectuarían sucesivas ampliaciones y reparaciones en los siglos xvi y xviii, alcanzando el número actual de once ojos de medio punto de sillería. Entre 1985 y 1986 se construyó un nuevo viaducto de la N-502 paralelo al puente, así como un pequeño azud que represa el río aguas abajo.

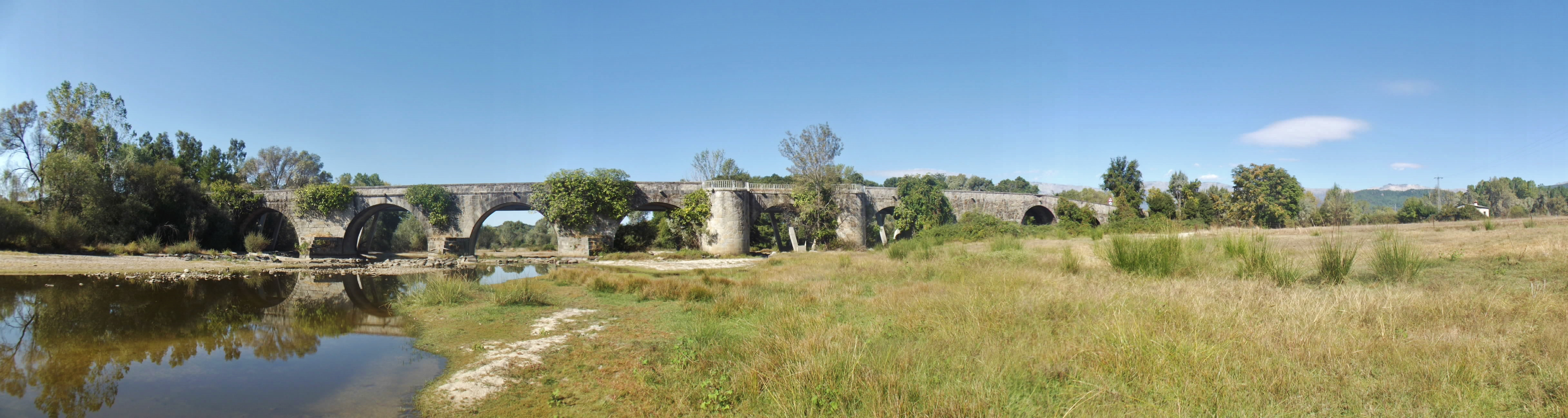
Panorámica del puente